# باربارا رویک
باربارا رویک (انگلیسی: Barbara Ruick; ۲۳ دسامبر ۱۹۳۰ – ۳ مارس ۱۹۷۴) هنرپیشه، خوانندگی اهل ایالات متحده آمریکا بود.
از فیلم‌ها یا برنامه‌های تلویزیونی که وی در آن نقش داشته‌است می‌توان به چرخ‌وفلک اشاره کرد.